# وهوب كامب
وهوب كامب (بالإنجليزية: Whoopee Camp)‏ ، هي شركة يابانية لإنتاج ألعاب الفيديو، كانت مقرها في مدينة أوساكا اليابانية، وانتجت لعبتان وهما تومبا! و تومبا! 2: عودة الخنازير الشريرة، أعلنت إفلاسها رسمياً سنة 2000م.

## وصلة خارجية
شركة وهوب كامب في موقع موبي جيمز